# 寺田憲史
寺田 憲史（てらだ けんじ、1952年7月11日 - ）は、日本の作家、脚本家、アニメーション監督。

## 来歴・人物
東京都出身。早稲田大学教育学部卒業。大学在学中に竜の子プロダクションの仕上げのアルバイトとして、アニメーションの仕事に携わるようになる。その後フリーの仕上げマンとして、『宇宙戦艦ヤマト』の波動砲発射時のエアブラシなど様々なスタジオの作品を手がける。また、日活ロマンポルノのコンテストに応募したシナリオが最終選考に残ったことから、アニメーションの仕事と並行してロマンポルノの助監督を務める。
主にアニメの脚本、シリーズ構成や特撮作品の脚本を中心に担当しているが、友人がスクウェアに勤めていた縁でファミコン版『ファイナルファンタジー』の脚本を執筆して以後、家庭用ゲームソフトの制作にも深く携わるようになる。特に海外向け作品での活躍が多く、その経歴やワールドワイドな視点が買われて『サンダーバード』のジェリー・アンダーソン原案のアニメ作品『ファイアーストーム』では監督を任されることとなった。日本脚本家連盟会員。

## 主な作品

### 小説
- 『バビ・ストック』シリーズ（角川スニーカー文庫） 挿画：影山楙倫 OVA製作のための原作。
  1. 果てしなき標的（1986年1月）
  2. 星に、グッド・ラック!（1987年4月）
- 花のあすか組!―年端もいかず、心はヤワで（角川スニーカー文庫） 挿画：高口里純（1988年7月）
- ファイナルファンタジーII 夢魔の迷宮（角川スニーカー文庫） 挿画：天野喜孝（1989年4月）
- 『爆裂お嬢シンディー・スー』シリーズ（富士見ファンタジア文庫） 挿画：鈴木雅久
  1. 悪党たちに投げキッス！（1988年11月） 後にドラマCD化され、こちらでも脚本を担当。出演は久川綾他。
  2. 熱いハートに危機一髪！（1989年7月）
  3. 地獄の海にラブ・コール！（1989年11月）
  4. 天使たちにホールド・アップ！（1990年8月）
- 『朱鬼シオン―魔道霊士(アガディーン)伝』シリーズ（ベストセラーズ）
  1. （1991年2月）
  2. （1991年6月）
  3. （1991年8月）
- 『ダーク・ウィザード』シリーズ（電撃文庫） 挿画：豊増隆寛
  1. 蘇りし闇の魔道士（1993年6月）
  2. 精霊たちの野望（1994年4月）
  3. 流砂の宇宙(ミシディア)の果て（1995年2月）
- 『新きまぐれオレンジ☆ロード』シリーズ（JUMP j BOOKS）挿画：まつもと泉
  1. そして、あの夏のはじまり（1994年7月）
  2. ピラミッド殺人ミステリー！（1995年7月）
  3. まどかのシークレット・メモリー（1997年4月）

  - 新きまぐれオレンジ・ロード2002（集英社スーパーダッシュ文庫）リメイク
    1. そして、あの夏のはじまり（2001年1月）
    2. ピラミッド殺人ミステリー！（2002年1月）

### 漫画
- アーマノイド（原作）
  - 作画：鷲尾直広 壽屋の雑誌・HOBINO→HOBINOホームページにて連載中。
- ロマンシア 浪漫境伝説（原作）
  - 作画：円英智 日本ファルコムのPCゲームソフト『ロマンシア』の翻案作品。角川書店のPCゲーム情報誌・コンプティークに連載の後、単行本化(ドラゴンコミックス、全1巻)。後にドラマCD化されており、こちらでも脚本を担当。
- 悠久の風伝説 ファイナルファンタジーIIIより（原作）
  - 作画：衣谷遊 角川書店のファミコン情報誌・マル勝ファミコンに連載の後、単行本化（ドラゴンコミックス、全3巻）。
- 気分は!?ハートボイルド（原作）
  - 作画：水縞とおる 学研の漫画雑誌・月刊NORAに連載の後、単行本化（ノーラコミックス、全1巻）。

### テレビアニメ
- 赤ちゃんと僕（脚本）
- 愛天使伝説ウェディングピーチ（脚本）
- 行け!稲中卓球部（脚本）
- 宇宙大帝ゴッドシグマ（絵コンテ・演出）
- おでんくん（脚本）
- 鬼切丸（脚本）
- きまぐれオレンジ☆ロード（シリーズ構成・脚本）
- キン肉マン（脚本）
- 剣勇伝説YAIBA（シリーズ構成・脚本）
- 深海伝説MEREMANOID（原作者・シリーズ構成・脚本）
- スペースコブラ（脚本）
- コンポラキッド（脚本[1]）
- 聖ルミナス女学院（原作者）
- 太陽の牙ダグラム（演出）※第35話のみ
- 闘将!!拉麵男（脚本）
- 超時空騎団サザンクロス（脚本）
- デビルマン 誕生編（構成協力）
- トゥインクルハート 銀河系までとどかない（原作・脚本）
- ねこ・ねこ・幻想曲（脚本）
- ノンタンといっしょ（シリーズ構成）
- ハイスクール!奇面組（脚本）
- バオー来訪者（脚本）
- ファイアーストーム（監督・脚本）
- まじかるハット（シリーズ構成・脚本）
- 燃える!お兄さん（シリーズ構成・脚本）
- モジャ公（シリーズ構成・脚本）
- よろしくメカドック（シリーズ構成・脚本・テーマ曲作詞）
- まいっちんぐマチコ先生（脚本）
- キキとララの青い鳥（脚本）
- Mr.ペンペン（脚本）
- キャラとおたまじゃくし島（原作・脚本）

### 劇場アニメ
1988年
- きまぐれオレンジ☆ロード あの日にかえりたい（脚本）

1996年
- ドラミ&ドラえもんズ ロボット学校七不思議!?（脚本・米谷良知と共同）
- 新きまぐれオレンジ☆ロード そして、あの夏のはじまり（原作・シナリオ）

1997年
- ザ☆ドラえもんズ 怪盗ドラパン謎の挑戦状!（脚本）

1998年
- ザ☆ドラえもんズ ムシムシぴょんぴょん大作戦!（脚本・米谷良知と共同）

### OVA
- うしおととら（脚本）

### ラジオドラマ
- エメラルドドラゴン（脚本）

### 特撮
- 科学戦隊ダイナマン（脚本）
- 勝手に!カミタマン（脚本）
- 世界忍者戦ジライヤ（脚本）
- どきんちょ!ネムリン（脚本）

### オリジナルビデオ
- 仙女一夜（監督）
- チンピラ人生 むしむしころころ（脚本・藤井鷹史と共同）

### コンピュータゲーム
- ファイナルファンタジー（シナリオ）
  - ファイナルファンタジーII（シナリオ）
  - ファイナルファンタジーIII（シナリオ）
- ドラえもん 友情伝説ザ・ドラえもんズ（シナリオ）
- MEREMANOID 〜マーメノイド〜（シナリオ）
- エンジェルグラフィティ（シナリオ）
- ククロセアトロ〜悠久の瞳〜（シナリオ監修）
- テクストート・ルド〜アルカナ戦記〜（総合プロデュース・監修[2]）
- キッドクラウンのクレイジーチェイス（総監修・シナリオ）
- わんわん愛情物語（脚本）
- サウンドノベルツクール（収録サンプルゲーム「夏の樹に棲むニンフ」を担当）
- バットマンダークトゥモロー（ディレクション・絵コンテ・シナリオ(DCコミックススタッフと共同)）
- ダークウィザード（シナリオ）
- 研修医 天堂独太（シナリオ）
- 研修医 天堂独太2 〜命の天秤〜（原作・シナリオ監修）
- ブリガンダイン ルーナジア戦記（シナリオ[3]）

### 携帯電話用アプリ
- RPGヤッターマン（シナリオ）
- RPGハクション大魔王（シナリオ）